# Ectias turqueti
Ectias turqueti är en kräftdjursart som beskrevs av Richardson 1906. Ectias turqueti ingår i släktet Ectias och familjen Janiridae. Inga underarter finns listade i Catalogue of Life.